# Maarssen (stacja kolejowa)
Maarssen (ned: Station Maarssen) – stacja kolejowa w Maarssen, w prowincji Utrecht, w Holandii. Stacja znajduje się na linii Amsterdam – Elten.

## Historia
Stacja została otwarta w dniu 18 grudnia 1843 równocześnie z ukończeniem linii kolejowej Amsterdam - Utrecht. Stacja była około 400 metrów od miejscowości. W 1890 roku stacja została ponownie zastąpiona nowym budynkiem Standaardtype Harmelen. Miało to związek z budową Merwedekanaal (obecnie Kanał Amsterdam–Ren), który został zbudowany równolegle do linii kolejowej. Merwedekanaal oddzielona stację i miejscowość. Aby utrzymać dostęp do stacji, wybudowano obrotowy most. Aby zapobiec spóźnieniom pasażerów, wynikających z pracy mostu, pociągi na stacji czekały na pasażerów. Pasażerowie również mogli dotrzeć na dworzec za pomocą łodzi. Około 1938 roku, most obrotowy został zastąpiony wysokim mostem drogowym.
Od 1920 liczba pasażerów spadła przez Merwedekanaal i wzrost znaczenia autobusów. W 1953 roku w dużej mierze usługi pasażerskie zostały wyeliminowane. Na stacji zatrzymały się dwa pociągi rano i wieczorem i dwa pośpieszne do i z Amsterdamu. Budowa Maarssenbroek w pobliżu stacji, w latach siedemdziesiątych, spowodowała kolejny wzrost znaczenia stacji. W 1974 roku stacja uzyskała ponowny godzinny tak pociągów, a od 1975 półgodzinny.
W 1979 roku rozebrano stary budynek dworca i zastąpiono go nowymi budynkami. Budynek dworca został zastąpiony w 2004 roku przez obecny budynek. Miało to związek z rozbudową linii Amsterdam-Utrecht o kolejne dwa tory.

## Linie kolejowe
- Amsterdam – Elten

## Połączenia
- 7400 Sprinter (Amsterdam Centraal – ) Breukelen – Maarssen – Utrecht Centraal – Driebergen-Zeist – Rhenen
- 17400 Sprinter Breukelen – Maarssen – Utrecht Centraal ( – Driebergen-Zeist – Veenendaal Centrum)

## Transport autobusowy
Stacja Maarssen jest obsługiwana przez linie autobusowe U-OV i Connexxion. 
| Linia | Trasa                                                                    | Przewoźnik | Uwagi                                   |
| ----- | ------------------------------------------------------------------------ | ---------- | --------------------------------------- |
| 32    | Maarssen - Zuilen - Rijnsweerd - De Uithof                               | U-OV       |                                         |
| 34    | Utrecht Centraal - Zuilen - Maarssen                                     | U-OV       | Działa tylko, jeśli linia 36 nie jeździ |
| 36    | Utrecht Centraal - Zuilen - Maarssen                                     | U-OV       | Działa tylko, jeśli linia 34 nie jeździ |
| 37    | Utrecht Centraal - Lage Weide - Maarssen                                 | U-OV       |                                         |
| 38    | Utrecht Centraal - Lage Weide - Maarssen                                 | U-OV       |                                         |
| 39    | Utrecht Centraal - De Wetering - Terwijde - Maarssen                     | U-OV       |                                         |
| 48    | Maarssen - Lage Weide - Nieuwegein - Houten                              | U-OV       |                                         |
| 126   | Maarssen - Vleuten - De Meern                                            | U-OV       |                                         |
| 420   | Utrecht → Vleuten → Maarssen → Breukelen → Loenen aan de Vecht → Utrecht | Connexxion |                                         |
| 532   | Maarssen - Maarssenbroek - Utrecht                                       | U-OV       |                                         |